# 다보스 프라우엔키르히역
다보스 프라우엔키르히역(독일어: Bahnhof Davos Frauenkirch)은 스위스 그라우뷘덴주의 다보스 지자체에 있는 기차역이다. 래티셰 철도의 1,000mm 미터궤 다보스 플라츠-필리주어선 상에 있다. 이 노선이 매시간 운행한다.

## 운행편
다음 서비스는 다보스 프라우엔키르히에서 정차한다.
- 레기오 :
  - 필리주어와 다보스 광장 간의 서비스.